# Pristanek na Luni
Pristanek na Luni je prihod vesoljskega plovila na površje Lune, Zemljinega edinega naravnega satelita. Kot Zemlji najbližje in najbolj dostopno nebesno telo solidne velikosti je bila Luna logičen cilj vesoljskih programov vse od začetka dobe raziskovanja Vesolja. Večina dozdajšnjih odprav se je končala z bolj ali manj kontroliranim padcem robotske sonde na Lunino površje, ob čemer se je sonda raztreščila, 26 odprav pa je uspešno izvedlo mehak pristanek. Nekaj od njih je naknadno izvedlo še izstrelitev pristajalnega modula z Luninega površja in njegovo vrnitev na Zemljo, od tega vseh šest s človeško posadko.
Prvi objekti človeške izdelave so dosegli Luno v času hladne vojne sredi 20. stoletja, ko je potekala zagrizena vesoljska tekma med takratnima velesilama Sovjetsko zvezo in Združenimi državami Amerike. Sovjetska sonda Luna 2 je 13. septembra 1959 postala prvi objekt, ki je treščil na Luno, nekaj let kasneje pa sta velesili v razmaku nekaj mesecev izvedli prva mehka pristanka robotskih plovil (sovjetska Luna 9 31. januarja 1966 in ameriški Surveyor 1 30. maja 1966). Vrhunec je dosegel ameriški program Apollo s prvim človeškim pristankom na Luni, kar je uspelo odpravi Apollo 11 20. julija 1969. Združene države Amerike so do leta 1972 izvedle še pet človeških in več robotskih odprav na Luno, nato pa je vesoljska tekma zamrla in z njo tudi tovrstne zapletene, drage in tvegane odprave. Zadnji človek je zapustil Lunino površje 14. decembra 1972.
Prvi mehak pristanek na Luni po pristanku sovjetske sonde Luna 24 19. avgusta 1976 je izvedla šele kitajska sonda Čang'e 3 14. decembra 2013. V vmesnem času so poleg ameriških v Luno kontrolirano treščile še sonde Japonske (Hiten 1993 in SELENE 2009), Evropske (SMART-1, 2006), Indijske (Čandrajan 1, 2008) in Kitajske vesoljske agencije (Čang'e 1, 2009). Indija je nato 23. avgusta 2023 s sondo Čandrajan 3 postala četrta država, ki je izvedla mehak pristanek, Japonska pa 22. januarja 2024 peta, s sondo SLIM.
22. februarja 2024 je pristajalni modul Odysseus v sklopu ameriške robotske odprave IM-1 mehko pristal na Luni kot prvi tak podvig zasebnega podjetja (Intuitive Machines; sicer v sklopu Nasinega programa Commercial Lunar Payload Services). Trenutno je v različnih fazah načrtovanja še nekaj pristankov, vključno z nadaljnjimi komercialnimi, naslednjega koraka raziskovanja Lune – človeškega pristanka z vzpostavitivjo stalnejše naselbine – pa zaenkrat ni na vidiku.

## Seznam mehkih pristankov na Luni
| Št. | Ime odprave | Raketa nosilka | Datum izstrelitve  | Datum pristanka    | Vesoljski program | Opombe                                                                     |
| --- | ----------- | -------------- | ------------------ | ------------------ | ----------------- | -------------------------------------------------------------------------- |
| 01  | Luna 9      | R-7 Semjorka   | 31. januar 1966    | 3. februar 1966    | Luna              | prvi uspešen mehak pristanek                                               |
| 02  | Surveyor 1  | Atlas–Centaur  | 30. maj 1966       | 2. junij 1966      | Surveyor          |                                                                            |
| 03  | Luna 13     | R-7 Semjorka   | 21. december 1966  | 24. december 1966  | Luna              | prva sonda z merilnimi instrumenti poleg TV-kamer                          |
| 04  | Surveyor 3  | Atlas–Centaur  | 17. april 1967     | 20. april 1967     | Surveyor          |                                                                            |
| 05  | Surveyor 5  | Atlas–Centaur  | 8. september 1967  | 11. september 1967 | Surveyor          |                                                                            |
| 06  | Surveyor 6  | Atlas–Centaur  | 7. november 1967   | 10. november 1967  | Surveyor          |                                                                            |
| 07  | Surveyor 7  | Atlas–Centaur  | 7. januar 1968     | 10. januar 1968    | Surveyor          |                                                                            |
| 08  | Apollo 11   | Saturn V       | 16. julij 1969     | 20. julij 1969     | Apollo            | prvi pristanek s človeško posadko                                          |
| 09  | Apollo 12   | Saturn V       | 14. november 1969  | 19. november 1969  | Apollo            | drugi pristanek s človeško posadko; vrnili kose sonde Surveyor 3 na Zemljo |
| 10  | Luna 16     | Proton-K       | 12. september 1970 | 20. september 1970 | Luna              |                                                                            |
| 11  | Luna 17     | Proton-K       | 10. november 1970  | 17. november 1970  | Luna              | prva uporaba lunarnega vozila (roverja Lunohod 1)                          |
| 12  | Apollo 14   | Saturn V       | 31. januar 1971    | 5. februar 1971    | Apollo            | tretji pristanek s človeško posadko                                        |
| 13  | Apollo 15   | Saturn V       | 26. julij 1971     | 30. julij 1971     | Apollo            | četrti pristanek s človeško posadko                                        |
| 14  | Luna 20     | Proton-K/D     | 14. februar 1972   | 21. februar 1972   | Luna              |                                                                            |
| 15  | Apollo 16   | Saturn V       | 16. april 1972     | 21. april 1972     | Apollo            | peti pristanek s človeško posadko                                          |
| 16  | Apollo 17   | Saturn V       | 7. december 1972   | 11. december 1972  | Apollo            | šesti in do zdaj zadnji pristanek s človeško posadko                       |
| 17  | Luna 21     | Proton-K/D     | 8. januar 1973     | 15. januar 1973    | Luna              |                                                                            |
| 18  | Luna 23     | Proton-K/D     | 28. oktober 1974   | 6. november 1974   | Luna              |                                                                            |
| 19  | Luna 24     | Proton-K/D-1   | 9. avgust 1976     | 18. avgust 1976    | Luna              |                                                                            |
| 20  | Čang'e 3    | Dolgi pohod 3B | 1. december 2013   | 14. december 2013  | Čang'e            |                                                                            |
| 21  | Čang'e 4    | Dolgi pohod 3B | 7. december 2018   | 3. januar 2019     | Čang'e            | prvi pristanek na oddaljeni strani Lune                                    |
| 22  | Čang'e 5    | Dolgi pohod 5  | 24. november 2020  | 16. december 2020  | Čang'e            | sonda vrnila vzorce s površja Lune na Zemljo dne 17. decembra 2020         |
| 23  | Čandrajan 3 | LVM3 M4        | 14. julij 2023     | 23. avgust 2023    | Čandrajan         | prvi pristanek v bližini južnega pola                                      |
| 24  | SLIM        | H-IIA 202      | 6. september 2023  | 29. januar 2024    | SLIM              |                                                                            |
| 25  | IM-1        | Falcon 9       | 15. februar 2024   | 22. februar 2024   | CLPS              | prvi komercialni pristanek                                                 |
| 26  | Čang'e 6    | Dolgi pohod 5  | 3. maj 2024        | 1. junij 2024      | Čang'e            | pristanek na oddaljeni strani Lune, sonda je pobrala vzorce s površja      |